# Greatest Hits, Vol. 1 (Johnny Cash)
Greatest Hits, Vol. 1 è un album raccolta dell'artista country statunitense Johnny Cash, pubblicato nel 1967 dalla Columbia Records.
La raccolta è la prima ad includere la canzone Jackson, famoso duetto tra Cash e la futura moglie June Carter. La traccia sarebbe poi stata inclusa nell'album Carryin' On with Johnny Cash and June Carter nell'agosto dello stesso anno. L'album è stato certificato disco d'oro il 24 luglio 1969, e doppio disco di platino il 21 novembre 1986 dalla RIAA.

## Tracce
1. Jackson - 2:48 (duetto con June Carter Cash)
2. I Walk the Line - 2:37
3. Understand Your Man - 2:45
4. Orange Blossom Special - 3:08
5. The One on the Right Is on the Left - 2:50
6. Ring of Fire - 2:39
7. It Ain't Me Babe - 3:04
8. The Ballad of Ira Hayes - 4:11
9. The Rebel - Johnny Yuma - 1:54
10. Five Feet High and Rising - 1:49
11. Don't Take Your Guns to Town - 3:01

## Classifica
Album - Billboard (Stati Uniti)
| Anno | Classifica     | Posizione |
| ---- | -------------- | --------- |
| 1967 | Country Albums | 1         |
| 1967 | Pop Albums     | 82        |